# 2N3904

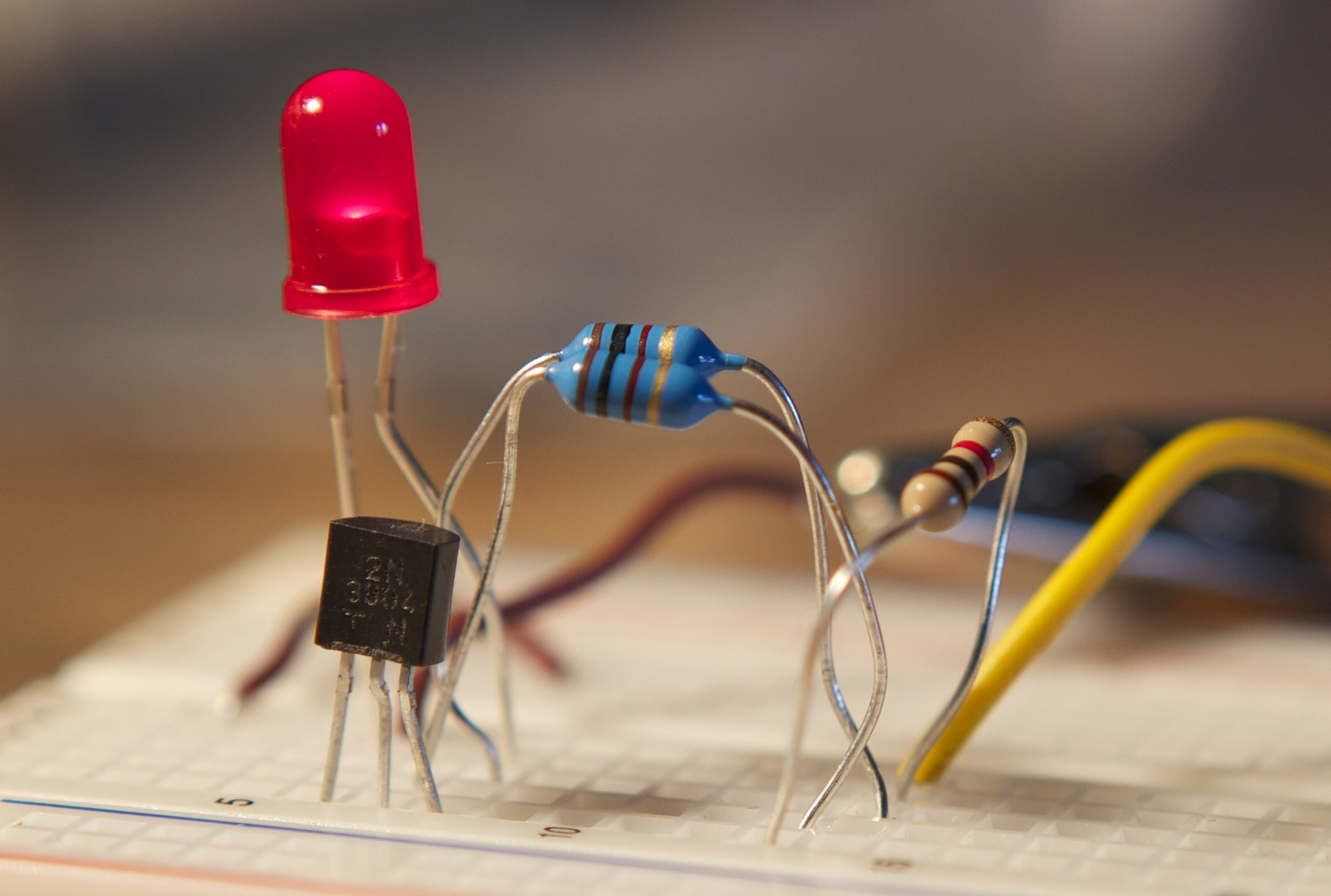
Transistor 2N3904 en un encapsulado TO-92 (abajo a la izquierda)

El transistor 2N3904 es uno de los más comunes transistores NPN generalmente usado para amplificación. Este tipo de transistor fue patentado por Motorola Semiconductor en los años 60, junto con el Transistor PNP 2N3906, y representó un gran incremento de eficiencia, con un encapsulado TO-92 en vez del antiguo encapsulado metálico. Está diseñado para funcionar a bajas intensidades, bajas potencias, tensiones medias, y puede operar a velocidades razonablemente altas. Se trata de un transistor de bajo coste, muy común, y suficientemente robusto como para ser usado en experimentos electrónicos.
Es un transistor de 200 miliamperios, 40 voltios, 625 milivatios, con una Frecuencia de transición de 300 MHz, con una beta de 100. Es usado primordialmente para la amplificación analógica.
El Transistor PNP complementario del 2N3904 es el 2N3906. El Transistor NPN 2N2222 es otro transistor muy popular, con características similares al 2N3904, pero que permite intensidades mucho más elevadas. No obstante, en todas las aplicaciones que requieren baja intensidad, es preferible el uso del 2N3904.[cita requerida]
El Transistor 2N3904 es un transistor muy popular para aficionados debido a su bajo coste.